# 로열 파빌리언

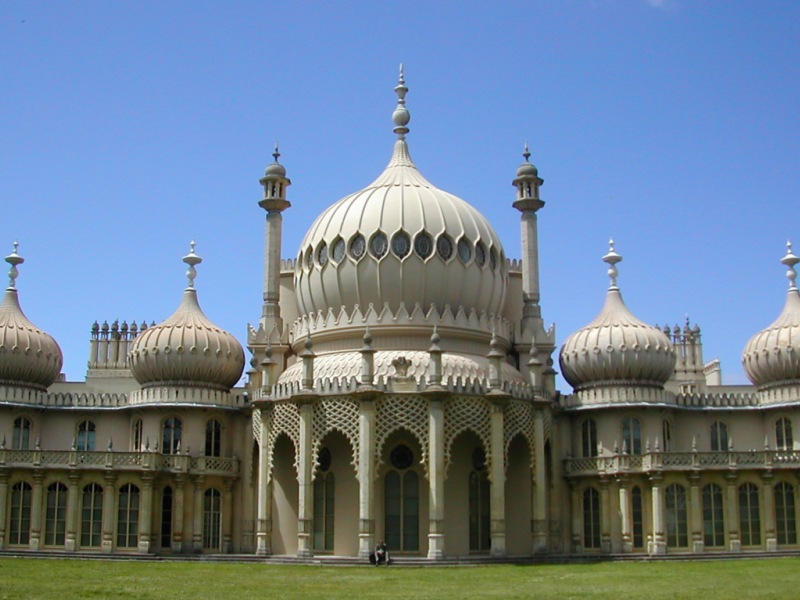
브라이턴 파빌리언

로열 파빌리언(Royal Pavilion) 또는 브라이턴 파빌리언(Brighton Pavilion)은 영국 브라이턴시에 위치 한 저택이다. 당시의 웨일스 공 (후에 조지 4세)가 1787부터 건설 시켰다. 인도고딕 (Indo-Gothic) 양식인 현재의 모습은 건축가 존 내시(John Nash)에 의하여 디자인 되었다.